# Portal Plus
Portal Plus je slovenski spletni medijski portal. Medij je leta 2014 ustanovil Boris Meglič. Sedež Portala Plus je v Ljubljani.
Urednikovanje je junija 2015 prevzel Dejan Steinbuch. Steinbuch je v preteklosti urednikoval tednik Demokracija. Člani uredniškega sveta medija so Dejan Steinbuch, Saška Štumberger, Miha Burger, Tine Kračun, Dimitrij Rupel, Zijad Bećirović, Boštjan M. Zupančič, Laris Gaiser, Keith Miles in Blaž Mrevlje.
Portal je imel po navedbah iz leta 2016 štiri stalne sodelavce, okoli 20 zunanjih piscev in pa 80.000 edinstvenih obiskovalcev. Portal je za preiskovalno delo po navedbah urednika želeli zaposliti zasebnega preiskovalca ali bivšega kriminalista. Portal se financira pretežno iz zasebnih donacij in z oglaševanjem ustvari le malo prihodkov.